# Łęg (Łódź)
Pour les articles homonymes, voir Łęg.
Łęg est une localité polonaise de la gmina de Rzeczyca, située dans le powiat de Tomaszów Mazowiecki en voïvodie de Łódź.